# Grenstein
Grenstein – wieś w Anglii, w hrabstwie Norfolk. Leży 36 km na zachód od Norwich i 151 km na północny wschód od Londynu.